# Hundested
Hundested [ˈhunəsdɛð] anhörenⓘ ist eine dänische Stadt in der Region Hovedstaden auf Sjælland.
Sie lag einst in der Amtskommune Frederiksborg. Heute bildet die Kommune Hundested gemeinsam mit Frederiksværk die Halsnæs Kommune, die bis Ende 2007 Frederiksværk-Hundested Kommune hieß. Die Stadt besteht aus den Teilen Hundested mit einem größeren Hafen und Lynæs mit einem kleineren Hafen. Es liegt am Eingang des Roskildefjord an der Ostsee.
Am 1. Januar 2025 betrug die Einwohnerzahl 8590 Personen.
Die Wirtschaftsstruktur ist durch landwirtschaftliche Industrie, Fischfang und Handel geprägt. Außerdem gibt es einen kleineren Handelshafen. Mit Rørvig besteht eine regelmäßige Fährverbindung.
Eine der touristischen Attraktionen ist das Haus des Polarforschers Knud Rasmussen und das Dorf Kikhavn mit seinem historischen Ortskern.

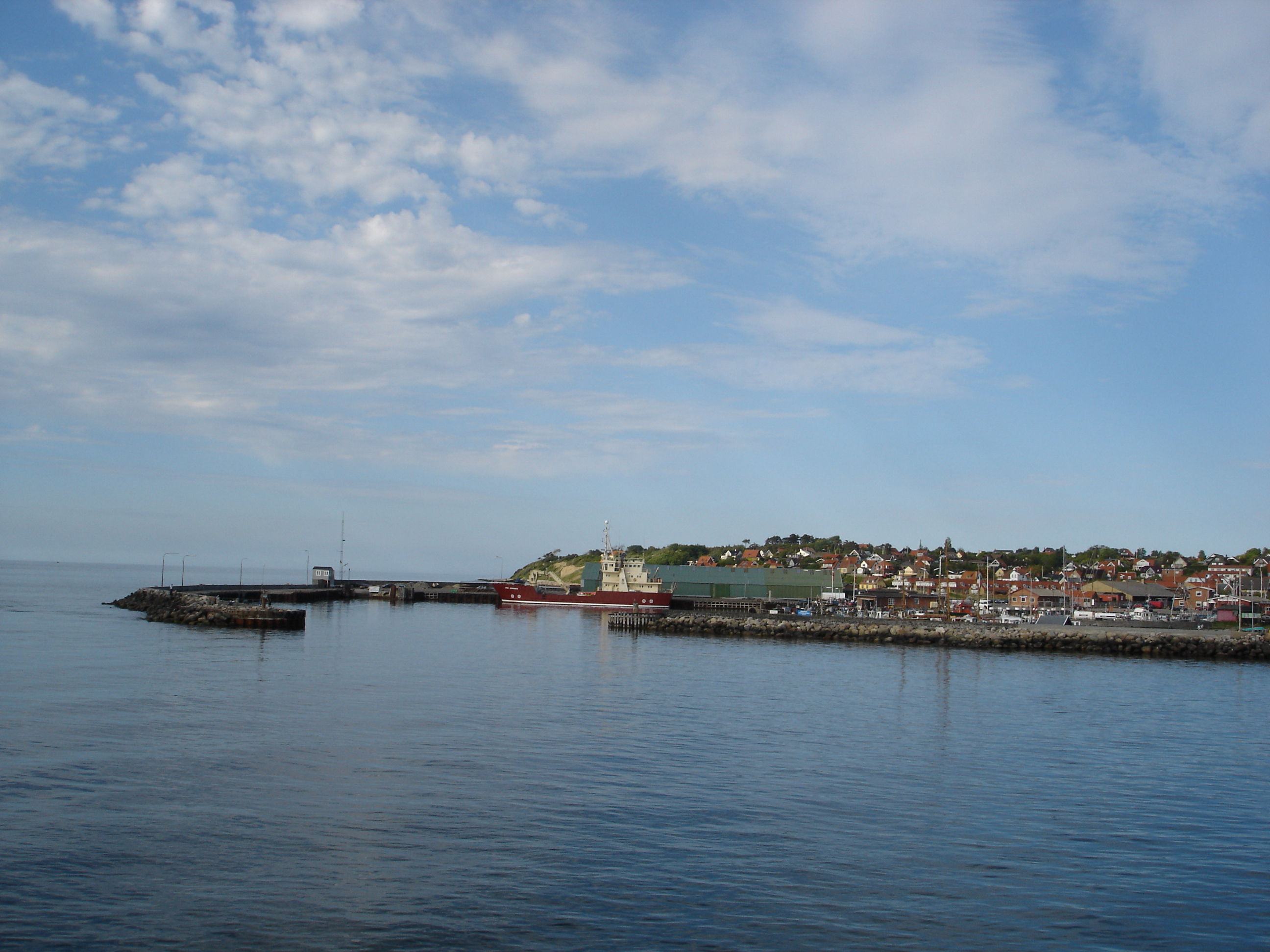
Hundested
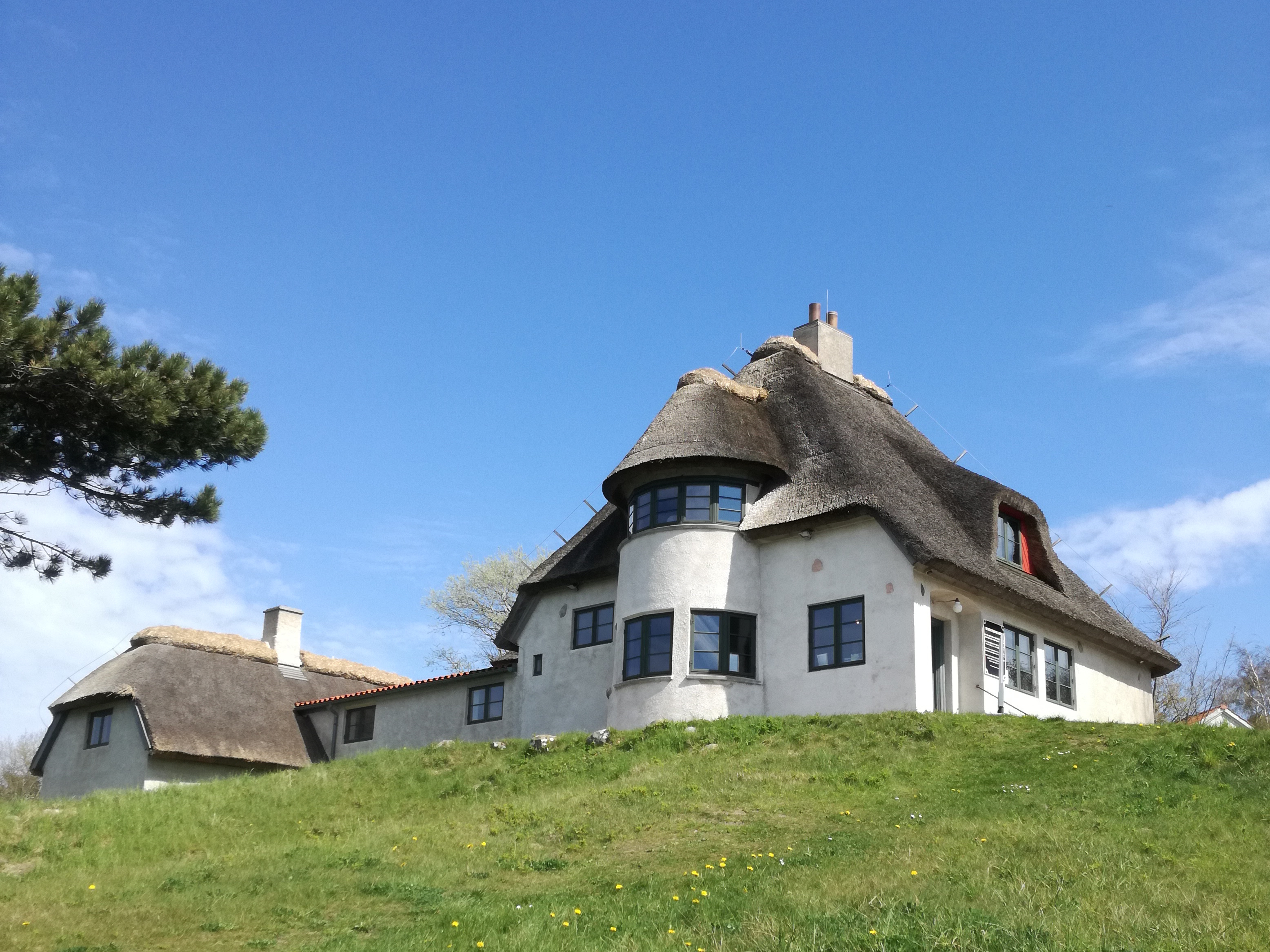
Haus von Knud Rasmussen

## Söhne und Töchter der Stadt
- Mikkeline Kierkgaard (* 1984), Eiskunstläuferin
- William Jøhnk Juel Nielsen (* 1997), Schauspieler
- Mathias Jørgensen, Fußballspieler